# Col de Tracens
Le col de Tracens est un col de montagne pédestre des Pyrénées à 2 463 mètres d'altitude dans le département français des Hautes-Pyrénées, en Occitanie.
Il se trouve dans la vallée dets Coubous en pays Toy.

## Géographie
Le col de Tracens est situé entre le pic de la Touatère (2 530 m) au nord et le pic de Madaméte (2 657 m) au sud. Il surplombe à l'ouest le lac Nère (2 224 m) et le lac de Madamette (2 299 m) à l'est.

## Protection environnementale
Le col fait partie d'une zone naturelle protégée, classée ZNIEFF de type 1, « massif en rive gauche du Bastan », et de type 2, « vallées de Barèges et de Luz ».

## Voies d'accès
Le versant ouest est accessible par un sentier de randonnée depuis le lac dets Coubous et par le versant sud depuis la cabane d’Aygues Cluses.